# Josefina Gómez Olivares
Josefina Gómez Olivares   (l'Hospitalet de Llobregat, 1965 - l'Hospitalet de Llobregat, 18 d'octubre de 2008) va ser una educadora i historiadora catalana.

## Biografia
Va obtenir la doble titulació en Magisteri i Història Contemporània, i va ser una estudiosa del passat recent del seu municipi. Va formar part del Centre d'Estudis de l'Hospitalet -gairebé des de la fundació de l'entitat- i entre 1995 i 2004 en va formar part de la junta directiva. El CELH edita, d'ençà la mort de Gómez Olivares, una col·lecció de llibres sobre temes educatius.
En el primer plenari del consistori hospitalenc posterior a la mort de Josefina Gómez, l'alcaldessa Núria Marín Martínez va demanar un minut de silenci en record seu. El març de 2023, va ser una de les personalitats homenatjades per l'Ajuntament de Barcelona en la campanya Ciutat de Dones.

## Publicacions
- Gómez, Josefina; Montón, Miguel Ángel. «Els anys quaranta i cinquanta». A: L'Hospitalet lloc de memòria: exili, deportació, repressió i lluita antifranquista.  L'Hospitalet de Llobregat: Centre d'Estudis de l'Hospitalet, 2007. ISBN 978-84-922206-1-8.